# Parque nacional de Namtok Sam Lan
El Parque nacional de Namtok Sam Lan (en tailandés, อุทยานแห่งชาติน้ำตกสามหลั่น) es un área protegida del centro de Tailandia, en la provincia de Saraburi. Es de pequeño tamaño, pues tiene 44,57 kilómetros cuadrados de extensión, y fue declarada el 2 de junio de 1981. Otros nombres para el parque incluyen el parque nacional de Khao Sam Lan y parque nacional de Phra Puttachai. En el paisaje hay cascadas, embalses y bosques. Se encuentra cerca del templo rupestre de Wat Phra Puttachai.

## Historia
Durante la Segunda Guerra Mundial, el Ejército Imperial Japonés ocupó el rico bosque de Khao Sam Lan, deteriorándolo al emplearlo con fines bélicos. Fue declarado parque forestal de Namtok Sam Lan, con una superficie de 24 kilómetros cuadrados, como parte de la reserva forestal de Phra Phutthachai. La reorestación de la zona en 1960 ayudó a su recuperación gradual. El 2 de junio de 1981 fue declarado parque nacional, con el nombre de Khao Sam Lan. En el año 2000, lo rebautizaron con el de Phra Phutthachai en referencia al valor arqueológico del lugar. En 2006 obtuvo su denominación actual de Namtok Sam Lan, por el nombre de la cascada que es uno de sus principales atractivos.

## Geografía
Su pico más alto es el Khao Khrok, con 329 m s. n. m.